# Акула (Веракрус)
Акула (исп. Acula) — посёлок и административный центр одноимённого муниципалитета в Мексике, штат Веракрус. Численность населения, по данным переписи 2010 года, составила 2639 человек.

## Общие сведения
Название Acula с языка науатль можно перевести как — место водной воронки.
В доиспанские времена Акула входила в состав государств тотонаков и ольмеков.
В 1958 году поселение получило статус посёлка.